# Jean-Henri Merle d'Aubigné
Jean-Henri Merle D'Aubigné (Ginevra, 16 agosto 1794 – 21 ottobre 1872) è stato un pastore protestante e storico svizzero.

## Biografia
Jean-Henri Merle D'Aubigné appartiene ad una rinomata famiglia ugonotta francese rifugiatasi a Ginevra da Nîmes durante le persecuzioni religiose contro i protestanti. È nipote di Théodore Agrippa d'Aubigné.
Per le sue notevoli capacità accademiche viene avviato a studiare presso l'Accademia di Ginevra. Dopo aver completato il corso di Arti, si iscrive a Teologia. L'influenza di Calvino si era da tempo molto indebolita nella città, essendo sostituita da un soffocante unitarianismo. D'aubigné scrive che nei quattro anni di studi teologici all'Accademia, "non una sola ora è stata consacrata allo studio delle Sacre Scritture". Le fonti più citate, infatti, erano soprattutto Platone, Cicerone e Seneca.
È in questo contesto che incontra lo scozzese Robert Haldane (1764-1842), predicatore evangelista del Risveglio e sostenitore del Calvinismo classico, impegnato in una campagna evangelistica in Francia e Svizzera. Questi lo invita con altri studenti dell'università a studiare la Bibbia in casa sua, ed è soprattutto tramite la sua influenza che giunge ad un'autentica conversione alla fede evangelica ortodossa e che lo rende attivo sostenitore del Risveglio. Considererà la casa dove aveva abitato Haldane come "la culla della seconda riforma a Ginevra".
Nel luglio del 1817 d'Aubigné viene consacrato pastore della chiesa nazionale di Ginevra, ma non entra nel pastorato, scegliendo piuttosto di viaggiare ampiamente per i paesi di lingua tedesca prima di continuare i suoi studi nell'Università di Berlino.

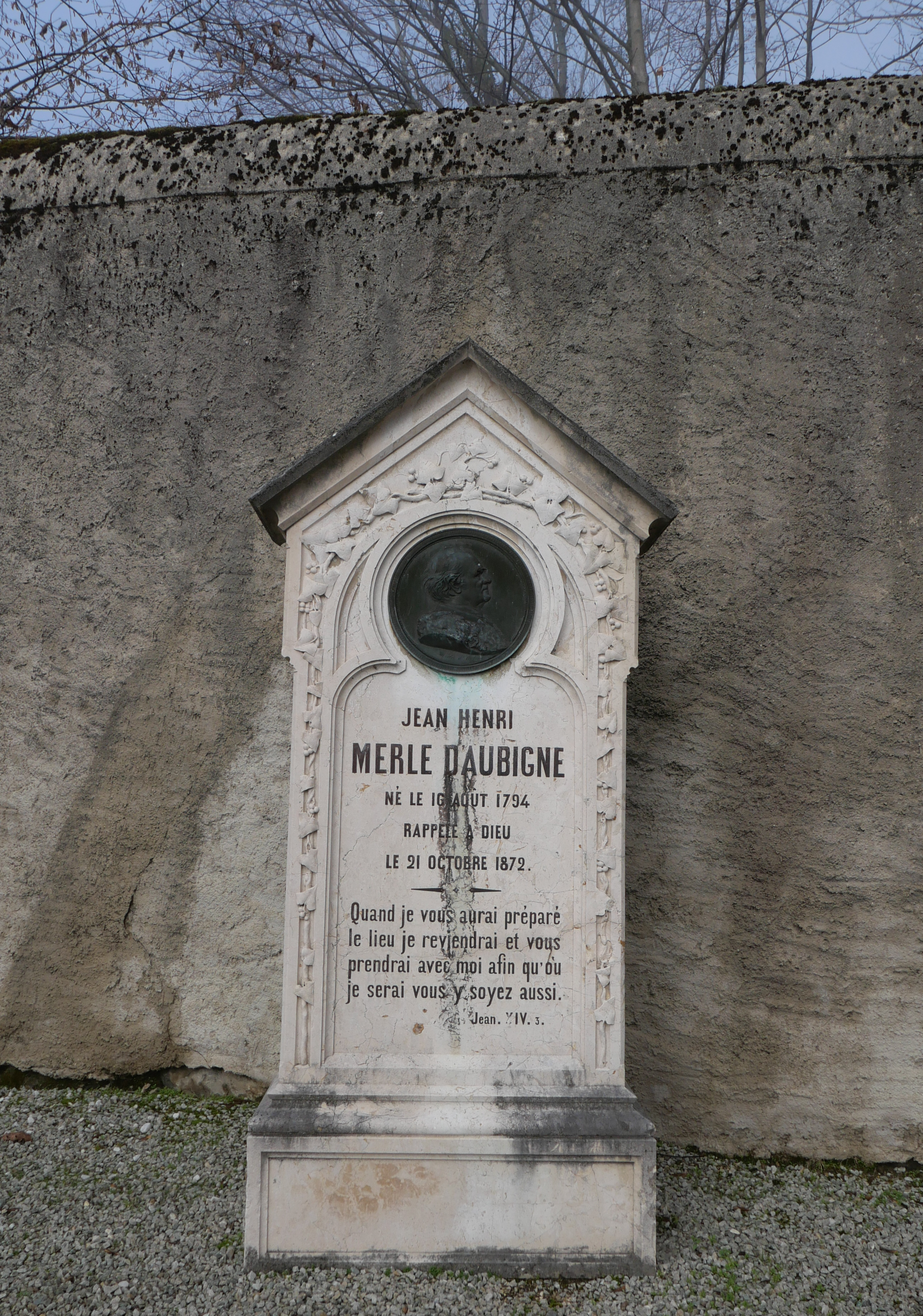
La tomba di Jean Henri Merle d'Aubigne al Vecchio Cimitero di Cologny

Nell'autunno del 1817 partecipa alle celebrazioni del trecentesimo anniversario delle Novantacinque tesi di Martin Lutero, vicino ad Eisenach. Si tratta però di celebrazioni che evidenziano l'influenza intellettuale e politica del Riformatore. L'assenza della consapevolezza del suo significato spirituale induce così d'Aubigné a decidere di scrivere una storia della Riforma che metta in chiara evidenza l'aspetto spirituale e religioso. Afferma: "Voglio scrivere una storia veramente cristiana".
Nel giugno del 1818 d'Aubigné diventa pastore evangelico della chiesa protestante di lingua francese di Amburgo per cinque anni, poi, dopo averne ricevuto l'invito, predicatore di corte per il re Guglielmo a Bruxelles fino alla rivoluzione del 1830 che separa i Paesi Bassi dal Belgio. Il suo ministero a Bruxelles si rileva molto più influente che ad Amburgo. Molti membri della corte ascoltano regolarmente le sue predicazioni, come pure Guillaume Groen van Prinsterer, autore di "Incredulità e rivoluzione".
Dopo aver aiutato i membri dispersi della sua comunità a causa della crisi politica del tempo, decise di lasciare Bruxelles nel giugno del 1831 ed accetta l'invito di stabilire a Ginevra un seminario teologico libero. Ne assume la cattedra di storia della chiesa. A lui si associa anche il famoso Luis Gaussen autore di un'opera significativa sull'ispirazione plenaria delle Scritture. Merle D'aubigné rimane in questo seminario fino alla sua morte nel 1872.
È qui che realizza la sua "Storia della Riforma" (1835-1853), che è stata tradotta nella maggior parte delle lingue d'Europa e ampiamente utilizzata come libro di testo. Per redigerla visita le librerie dell'Europa occidentale e centrale alla ricerca di documenti rilevanti e fonti primarie. A quest'opera seguirà la sua "Storia della Riforma in Europa al tempo di Calvino" in otto volumi, pubblicata in francese fra il 1863 ed il 1878, gli ultimi tre volumi apparsi postumi. La popolarità e l'importanza della sua opera è messa in rilievo dallo storico Philip Schaff. I personaggi della riforma vengono trattati con particolare attenzione all'aspetto personale e spirituale della loro esperienza. D'Aubigné non tratta l'argomento in modo distaccato ed impersonale, ma come uno storico che ama la Riforma del XVI secolo e vi riconosce la divina provvidenza che la pervade.
Una via di Ginevra porta il suo nome.

## Pubblicazioni
- Discours sur l'étude de l'histoire de christianisme Genève, 1832.
- Histoire de la réformation du XVIe siècle. Paris, Firmin Didot, et Genève, Kaufmann, 5 volumes, 1842-1853. “On peut dire que jusqu'ici l'histoire de la Réformation n'avait jamais été écrite avec cet incomparable talent. Les faits sont judicieusement choisis, habilement disposés, rapportés avec exactitude” (Haag, La France protestante).
- Le Luthérianisme et la Réforme Paris, 1844
- Germany, England and Scotland, or Recollections of a Swiss Pastor Londra, 1848
- Trois siècles de lutte en Écosse, deux rois et deux royaumes
- Le Protecteur ou la république en Angleterre pendant les jours de Cromwell Paris, 1848
- Histoire de la réformation en Europe au temps de Calvin. Parigi: Michel Lévy 1863.
- Le Concile et l'infaillibilité 1870